# En blondins kärleksaffär
En blondins kärleksaffär (originaltitel: Lásky jedné plavovlásky) är en tjeckoslovakisk film från 1965 i regi av Miloš Forman.
Vid Oscarsgalan 1967 nominerades den till en Oscar för bästa utländska film.

## Handling
Andula (Hana Brejchová) arbetar i en fabrik. En musikgrupp från Prag kommer till stan och Andula ligger med en av bandmedlemmarna, pianisten Milda (Vladimír Pucholt). När hon inte hör av honom, reser hon till Prag och dyker lika oväntat som ovälkommet upp i hans föräldrars lägenhet, där han bor.

## Rollista i urval
- Hana Brejchová – Andula
- Vladimír Pucholt – Milda
- Vladimír Menšík – Vacovský
- Ivan Kheil – Maňas
- Jiří Hrubý – Burda
- Milada Ježková – Mildas mor
- Josef Šebánek – Mildas far
- Josef Kolb – Pokorný
- Marie Salačová – Marie
- Jana Nováková – Jana

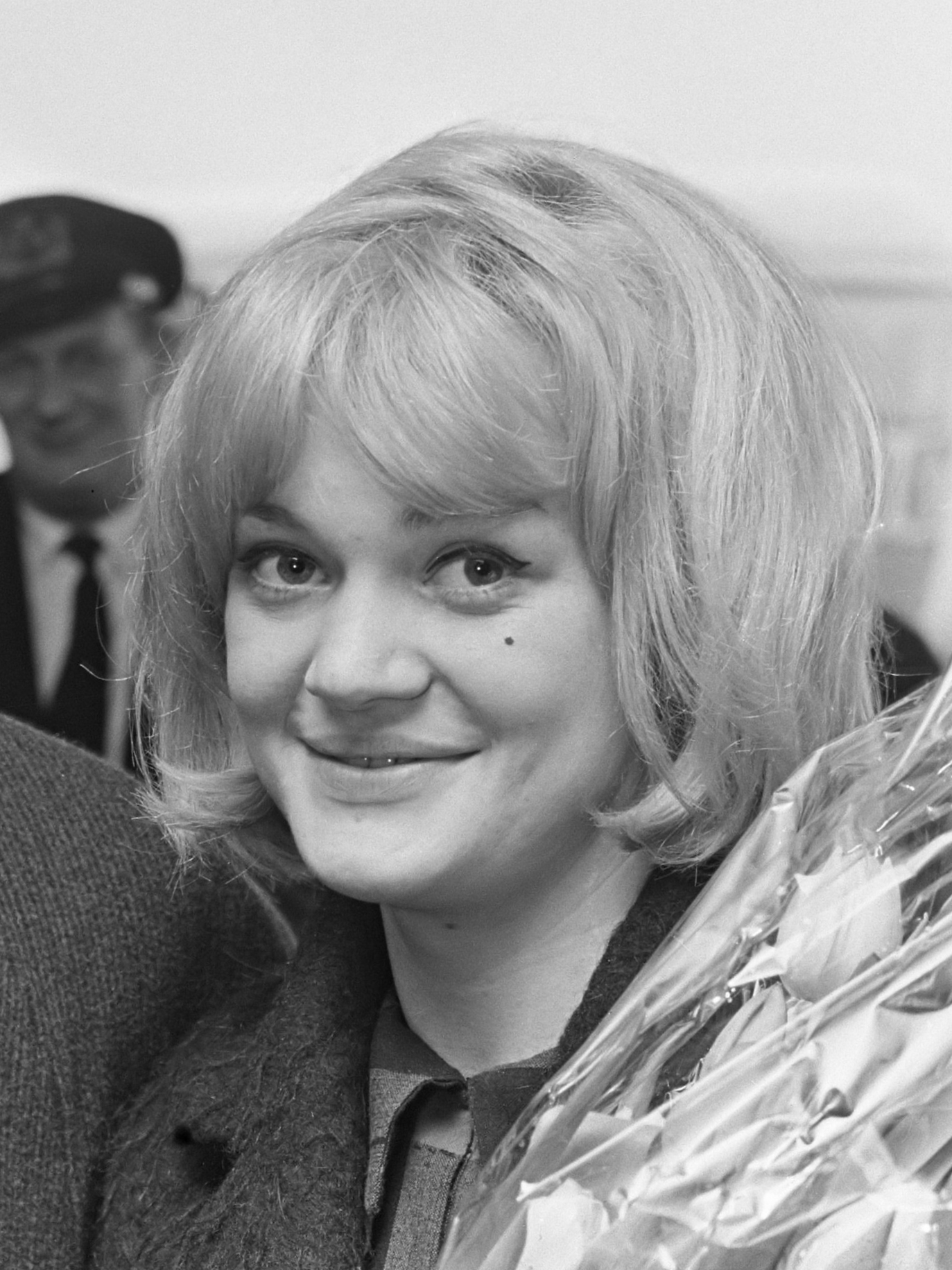
Huvudrollsinnehavaren Hana Brejchová 1966, 19 år gammal.

- Tána Zelinková – Flickan med gitarr
- Zdena Lorencová – Zdena
- Jan Vostrcil – Översten
- Antonín Blazejovský – Tonda